# Paul de Swaaf
Paul de Swaaf (Ginneken en Bavel, 1934 - Nijmegen, 1 oktober 2008) was een Nederlandse beeldhouwer. De Swaaf woonde en werkte in Nijmegen.
Zijn opleiding heeft hij gevolgd aan de Koninklijke Academie van Beeldende Kunsten (Den Haag) en aan de Jan van Eyck Academie (Maastricht). Hij werkte veel met brons maar ook met beton, chamotte, eikenhout en gips. Hij heeft veel beelden van kinderen gemaakt. Als voorstudie van deze beelden maakt hij foto's van de spelende kinderen, met toestemming van de ouders.

## Foto's

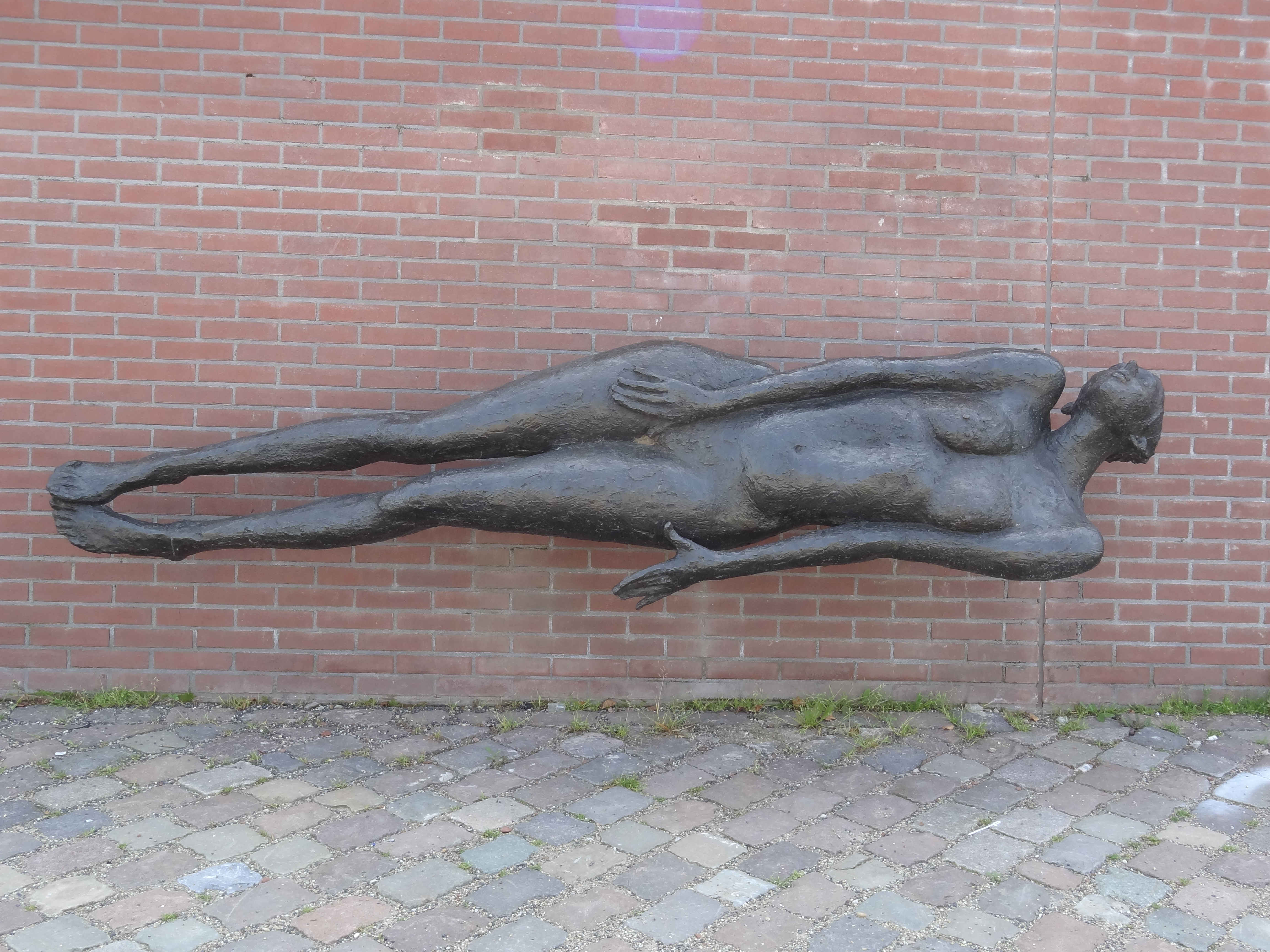
Wachteres (1983), Nijmegen
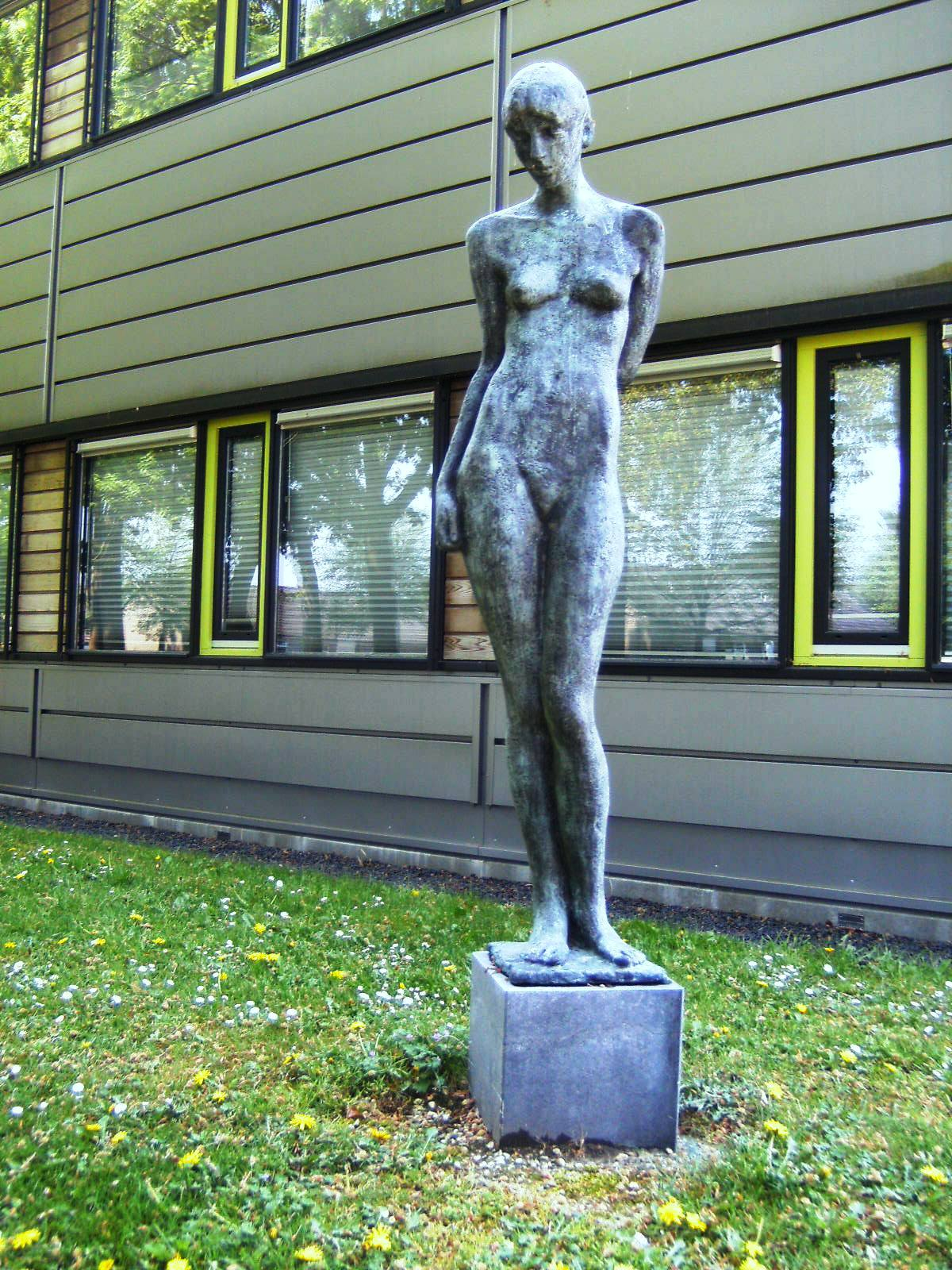
Claartje (1985), Groenlo
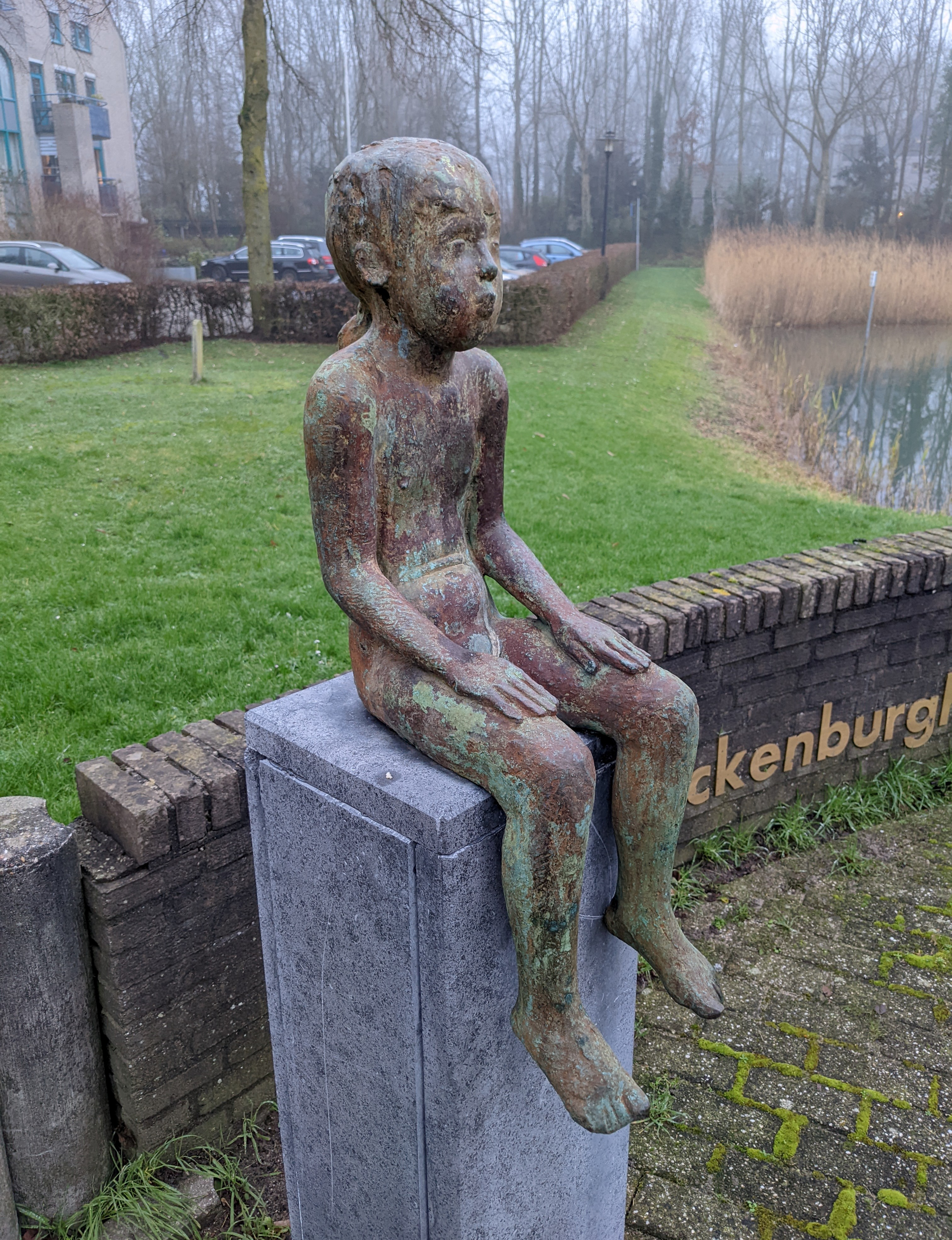
Lotje (1997), Beuningen
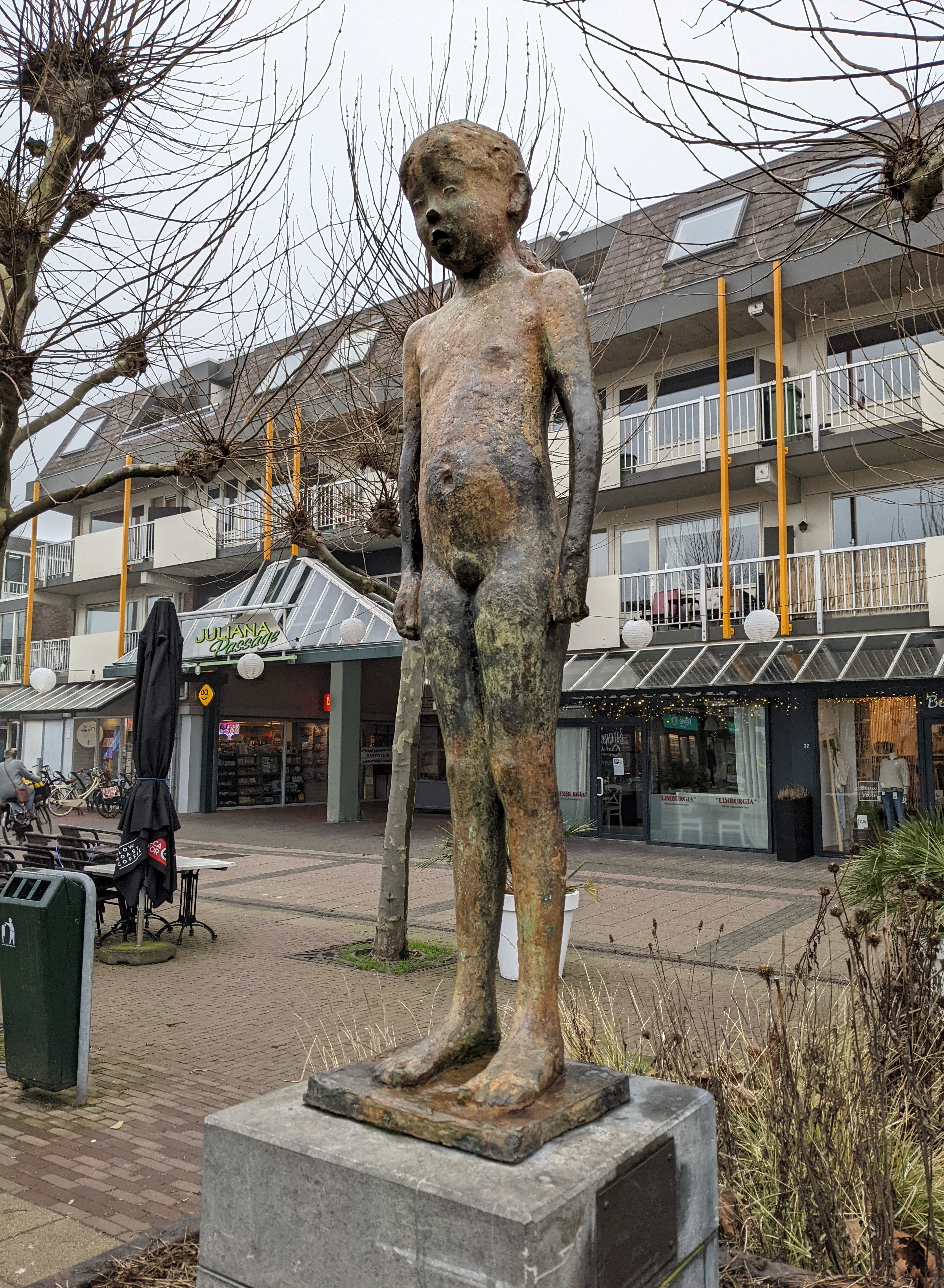
Marysa (2000), Beuningen